# Jacaranda ulei
Jacaranda ulei es una especie de bignoniácea arbórea del género Jacaranda, familia Bignoniaceae.
Es nativa del norte, sudeste y la parte centro-oeste de Brasil.

## Descripción
Es un árbol pequeño, que crece entre 0,6 metros (2 pies 0 pulgadas) y 1,5 metros (4 pies 11 pulgadas) de altura. Las hojas miden de 6 a 10 cm de largo y son bipinnadas, presentan entre 8 y 12 pinnas y de 6 a 16 folíolos. Los folíolos miden de 15 a 20 cm de largo, de 3 a 5 cm de ancho y de forma "estrechamente oblonga". Las flores son de color morado oscuro y están dispuestas en forma de panícula ramificada. Miden de 5 a 10 mm de largo y de 4 a 7 mm de ancho. El fruto es leñoso y de forma "redonda a elíptica", y crece de 3,5 a 5,5 cm de largo y de 3 a 4 cm de ancho.
La especie es rebrotadora, con su sistema de raíces que le permite sobrevivir a los incendios forestales y las sequías que se observan en la ecorregión del Cerrado.